# Josef Pohnetal
Josef Pohnetal (* 14. März 1925 in Judenburg; † 17. Juni 2008 in Mistelbach) war ein österreichischer Radrennfahrer und nationaler Meister im Radsport.

## Sportliche Laufbahn
Pohnetal startete bei den Olympischen Sommerspielen 1948 in London. Dort bestritt er mit dem österreichischen Bahnvierer die Mannschaftsverfolgung. Im  olympischen Straßenrennen schied er aus. Die österreichische Mannschaft kam nicht in die Mannschaftswertung.
1947 gewann er die Bergmeisterschaft Österreichs. 1949 wurde er Berufsfahrer. Er gewann die nationale Meisterschaft im Straßenrennen der Profis 1949.